# Ахилова песма
Ахилова песма је роман из 2011. године написан од стране америчке списатељице Мадлин Милер. Радња се одвија током Грчког Херојског доба, и овај роман је заправо адаптација Хомерове Илијаде, испричан са Патроклове тачке гледишта. Роман прати Патроклов однос са Ахилом, од њиховог првог сусрета до подвига током Тројанског рата, са посебним фокусом на њихову романтичну везу. Ахилова песма је добитник награде Оранж 2012. године.

## Радња
Патрокло, син краља Менетија, представљен је као потенцијални просилац Хелене, ћерке Тиндареја. Он је тада дужан да положи крвну заклетву у одбрану њеног брака са Менелајом. Након што је Патрокло случајно убио племићког сина, прогнан је у Фтију, где упознаје Ахила, сина краља Фтије, Пелеја, и морске нимфе, Тетиде. Они постају блиски пријатељи и Патрокло развија осећања према њему. Убеђена у то да смртник није довољно добар партнер за њеног сина, Тетида покуша да их раздвоји тако што шаље Ахила у планине код Хирона, како би га подучавао наредне две године, али пак му се Патрокло придружује на крају. Како им се однос развија, микенски краљ Агамемнон позива бројне Ахајце да му се придруже у војном подвигу против Троје, чији је принц Парис, киднаповао жену његовог брата Менелаја, Хелену. Узимајући у обзир да пророчанство предсказује да ће Ахил умрети у Троји након што убије тројанског принца Хектора, Тетида сакрива Ахила на Скирос маскираног у жену у палати краља Ликомеда; она га натера да се ожени Ликомедовом ћерком Деидамијом, која касније носи Ахиловог сина - Неоптелема.
Патрокло прати Ахила на Скирос, где живе све док их не открију Одисеј и Диомед. Патрокло је у обавези да се придружи рату против Троје, као резултат његове крвне заклетве док се Ахил придружује након обећања да се никада неће борити против Хектора, како би избегао своју предсказану смрт. Након дружбе са ахајским силама, тензија расте између Ахила и Агамемнона: пре свега Агамемновим жртвовањем своје ћерке Ифигеније како би умирио Артемиду и касније када Ахил преузме тројанску девојку Брисеиду као ратни плен, како би је спасао од Агамемнона. Након девет година, Хрисеида је под власништвом Агамемнона. Убрзо након тога њен отац, Хрис, покушава да је врати назад тако што нуди злато, међутим Агамемнон одбија предлог. Хрис се обраћа Аполону, који изазива кугу која разара ахајску војску. Ахил наређује Агамемнону да врати Хрисеиду, међутим то прераста у сукоб где Агамемнон сваљује кривицу на Ахила јер се рат одужио, како он каже, због његове неспремности да се суочи са Хектором и да га убије. Као казна за то, Агамемнон наређује да се Брисеида одузме од Ахила и доведе њему, што вређа Ахила који се заклиње да се неће борити све док му част није враћена.
Како би изазвала потребу Грка за Ахилом, Тетида убеђује Зевса да изокрене рат у корист Тројанаца како би Ахајци зажалили недело учињено на Ахилову штету и тако су Ахајци претрпели велики губитак. Долази до сукоба између Патрокла и Ахила јер Ахил одбија Патроклов предлог који би вратио Брисеиду. Наиме, Ахил тражи јавно извињење и одбија да се врати војсци, упркос чињеници да су све ближе поразу.
Патрокло, који је постао близак са војницима као лекар и који се саосећа са њима, покуша и не успе да убеди Ахила да се врати на бојно поље. Уместо тога, он се преруши у њега и полази у битку против Троје, предводећи Ахилову војску. Током битке, Аполон открива Патрокла који бива убијен од стране Хектора и његово тело донесено је Ахилу.
Ахил тугује за Патроклом заједно са Брисеидом и наређује да се Патроклов пепео помеша са његовим када буде настрадао. Бивајући без воље за животом, Ахил се враћа у битку како би убио Хектора и осветио Патрокла. Након што је убијен од стране Париса, његов пепео се меша са Патрокловим, баш као што је и тражио и они бивају сахрањени. Неоптелем преузима Ахилово место и убија Брисеиду, након што она одбије његове захтеве и открије романтичну природу Ахилове и Патроклове везе. Ахајци су подигли споменик Ахилу и Патроклу, али нису урезали Патроклово име на захтев Неоптелема, стога, Патроклов дух није у могућности да пређе у подземље. Након рата, Тетида се враћа и тугује за Ахилом. Она и Патрокло размењују успомене и Тетида се искупљује тако што урезује и Патроклово име на споменик. Патрокло је сад у могућности да пређе у подземље где се поново састаје са Ахилом.

## Стварање и издавање романа
Мадлин Милер заинтересoвала се за легенду о Ахилу још као дете, када јој је мајка прочитала Илијаду. Од свих ликова највише ју је заинтригирао Патрокло, не тако битан лик али веома утицајан на сам завршетак Тројанског рата. Почевши од материјала ове врсте, Мадлин је желела да напише причу о Патроклу и његовом значају у Ахиловом животу. У складу са Илијидом, Мадлин је црпела инспирацију из списа Овидија, Вергилија, Софоклеа, Аполодора, Еурипида и Есхила као и из Ахиловог детињства, његовог односа са Патроклом и његовим учењем код Хирона. Своју одлуку да начини Патрокла и Ахила романтичним партнерима Мадлин је објаснила: „То сам позајмила од Платона! Идеја да су Патрокло и Ахил били у романтичној вези поприлично је стара. Многи грчко-римски писци су њихов однос објашњавали као романтични - интерпретација те врсте била је уобичајена и прихваћена у древном свету. Чак имамо и фрагмент изгубљене трагедије Есхила где Ахил прича о његовим и Патрокловим 'честим пољупцима'. Такође се и у самој Илијади може приметити подржавање њиховог односа као таквог, иако Хомер никада није приказао њихов однос на експлицитни начин. За мене, најубедљивији доказ, поред Ахилове туге, је начин на који тугује; он одбија да спали Патроклово тело, инсистрирајући да га задржи у свом шатору, где константно плаче и грли га, упркос ужасавајућим реакцијама људи око њега. Физички очај те врсте у потпуности ме је убедио у тоталну интиму ова два мушкарца.”
Мадлин је десет година радила на Ахиловој песми. Након потпуног занемарења рукописа ког је писала пет година, она почиње све испочетка, мучећи се да успостави глас свог наратора на савршен начин. Ахилова песма издата је као њена прва књига 20. септембра 2011. године од стране издавачке куће ЕкоПрес под покровитељством ХарперКолинс.

## Критике
Прегледајући Ахилову песму за дневни лист Гардијан, Натали Хејнс је прокоментарисала роман као „поетичнији од скоро било ког превода Хомера” и „дубоко осећајна верзија Ахилове приче”. Мери Дориа Расел слично описује овај роман у њеној рубрици за Вашингтон Пост. У својој критици за Њујорк Тајмс, Денијел Менделсон узима у обзир структуру књиге, конкретно, њен тон. Он наводи да ова књига није прикладна за жанр Књижевност за младе, описујући је као „књига која има главу жанра Књижевности за младе, тело Илијаде и позадину Барбаре Картланд”. Такође је упоредио прозу ове књиге са СпаркНоутс.
2012. године Ахилова песма добија награду на 17. додели награда Оранж. Керолин Келог, уредница Лос Анђелес Тајмс, написала је да је то била изненађујућа победа, узимајући у обзир да је Мадлин Милер „црни коњ овогодишње доделе награда”. Џоана Тролоп, главни судија изјавила је: „Ово је и више него заслужна награда - оригинално, страствено, иновативно! Хомер би био поносан на њу.” Роман је такође био номинован 2013. године за доделу награда Стоунвол Бук и исте године за доделу награда Чаутаука.